# Viszák
Viszák é um município da Hungria, situado no condado de Vas. Tem 10,13 km² de área e sua população em 2015 foi estimada em 240 habitantes.